# Сонечко (спецпідрозділ)
«Сонечко» — підрозділ спеціального призначення Головного управління розвідки Міністерства оборони України.

## Історія
Створений ще в 2014 році, брав участь у звільненні Авдіївки, Карлівки, Пісків.
Окремі учасники підрозділу брали участь у стрілянині в Мукачевому 11 липня 2015 року. 
24 лютого 2022 року підрозділ оголосив повну мобілізацію і вирушив до Києва для захисту столиці. Брав участь у захисті столиці, звільненні Харківщини, боях за Херсон, Запоріжжя, Бахмут, Авдіївку та Вовчанськ. Під час боїв на Донеччині у 2022 році воїни підрозділу захопили російський танк Т-72Б.
За весь період війни з 2014 року загинуло 44 бійців, 125 були поранені.
Склад підрозділу на різних етапах війни коливався від 150 до 450 бійців.